# Tifo
Tifo é um grupo de doenças infetocontagiosas que inclui o tifo epidémico, tifo scrub e tifo murino. Os sintomas mais comuns são febre, dores de cabeça e exantema. Geralmente os sintomas têm início uma a duas semanas após a infeção. Embora "tifoide" signifique "semelhante ao tifo", o tifo e a febre tifoide são doenças distintas causadas por diferentes tipos de bactérias.
As doenças do tifo são causadas por tipos específicos de infecções bacterianas. O tifo epidémico é causado pela Rickettsia prowazekii, transmitida pelo piolho-do-corpo, o tifo scrub é causado pela Orientia tsutsugamushi, transmitida por ácaros, e o tifo murino é causado pela Rickettsia typhi, transmitida por pulgas.
Não existe vacina disponível no mercado. A prevenção consiste em diminuir a exposição aos organismos que transmitem a doença. O tratamento é feito com a administração do antibiótico doxiciclina. O tifo epidémico geralmente ocorre em surtos e em contextos de más condições de salubridade e grandes aglomerados de população.
Embora o tifo tenha outrora sido bastante comum, atualmente é raro. O tifo scrub é mais comum no Sudeste Asiático, Japão e norte da Austrália. O tifo murino é mais comum nas regiões tropicais e subtropicais. A primeira descrição conhecida do tifo data de 1528. O nome tem origem no grego antigo typhus (τύφος), que significa "turvo", de forma a descrever o estado mental das pessoas infetadas.
Foi a doença responsável pela morte de Anne Frank.